# Paleoproterozoik
Paleoproterozoik je prva od tri erena koji se dijeli eon Proterozoik. Paleoproterozoik je razdoblje koje je trajalo između 2.5 i 1.6 milijardi godina u prošlosti. U ovom razdoblju su se stabilizirali prvi kontinenti, razvile su se modrozelene alge koje su atmosferu obogatile kisikom.
Prije obogaćivanja atmosfere kisikom gotov sav život koji se dotad razvio je bio anaeroban, tj nije ovisio o kisiku. Velike količine kisika u atmosferi otrovne su za većinu anaerobnih bakterija što je uzrokovalo veliko izumiranje u tom razdoblju. Jedini život koji je preživio je bio otporan na kisik i oksidacijske procese ili je obitavao u prostorima bez kisika. Ovaj događaj poznat je kao Katastrofa Kisika. U ovoj eri su se pojavile bakterije   Grypania i fosili eukariota.
Prve planine pojavile su se u ovom razdoblju na području Rasjedne zone Wopmay u Kanadi, zapadno od Hudsonova zaljeva, prije 2.1 do 1.8 milijardi godina.

## Vanjske poveznice
|  | Zajednički poslužitelj ima još gradiva o temi Paleoproterozoik |